# Gypsophila desertorum
Gypsophila desertorum là loài thực vật có hoa thuộc họ Cẩm chướng. Loài này được (Bunge) Fenzl mô tả khoa học đầu tiên năm 1842.